# Grimmia truncatoapocarpa
Grimmia truncatoapocarpa là một loài Rêu trong họ Grimmiaceae. Loài này được Müll. Hal. mô tả khoa học đầu tiên năm 1898.